# Fussballdaten.de
fussballdaten.de — німецький вебсайт, який головним чином збирає повні статистичні дані про п'ять найкращих ліг німецького футболу.
Сайт пропонує статистику по кожному матчу (Бундесліга, Бундесліга 2 і 3-я Ліга) і командний склад з моменту заснування ліг в 1963, 1974 і 2008 роках, відповідно.